# Сори, Ибраима Фофана
Ибраима Фофана Сори (фр. Ibrahima Fofana Sory; род. 21 марта 2000, Конакри) — гвинейский футболист, полузащитник.

## Карьера
В марте 2020 года футболист присоединился к белорусскому клубу «Белшина», сыграв за дублирующий состав против команды жодинского «Торпедо-БелАЗ». В апреле 2020 года футболист официально был представлен в бобруйском клубе. Выступал за дублирующий состав клуба. В январе 2021 года покинул белорусский клуб. Выступал за французский клуб «Юнион Лоррейн». В 2022 году футболист вернулся в белорусский клуб, где также стал игроком дублирующего состава. В начале 2023 года футболист тренировался с основной командой «Белшины». Дебютировал за клуб 4 марта 2023 года в рамках Кубка Белоруссии в матче против борисовского БАТЭ, выйдя на замену на 55 минуте. Вылетел из розыгрыша Кубка Белоруссии, с разгромным счётом уступив борисовскому клубу 11 марта 2023 года в ответном четвертьфинальном матче. Дебютный матч в чемпионате сыграл 14 апреля 2023 года против «Ислочи», выйдя на замену на 90 минуте. По итогу сезона завершил чемпионат на последнем месте и вылетел в Первую лигу.
В феврале 2024 года футболист находился на просмотре в белорусской «Сморгони».